# Farol de Regufe
O Farol de Regufe, por vezes denominado Farol de São Brás, localiza-se na Póvoa de Varzim, em Portugal.
Sabe-se que a construção do farol data de 1885-1886, mas não é conhecida a sua origem nem a autoria do projecto. Foi inaugurado, anos depois, em 24 de Março de 1892. É um dos faróis representantes da arte do ferro no Norte do país. A sua torre cilíndrica, pintada a vermelho, ergue-se a vinte e dois metros de altura, apoiada em três escoras de ferro. O desenho do farol é único, mas existem dois tripódes de ferro na Argentina no Cabo San Antonio e Punta Médanos.
O Farol de Regufe servia, com o Farol da Lapa, o enfiamento do varadouro da enseada da Póvoa de Varzim. Em 1917 foi construída uma moradia junto ao farol, onde, em 1929, nasceria o historiador de arte portuguesa Flávio Gonçalves, filho do encarregado do farol. Em 1951 foi eletrificado.
O farol foi restaurado em 1995. Em Dezembro de 2001 foi desactivado conforme o Aviso aos Navegantes nº 25 de 7 de Dezembro de 2001. Tinha-se tornado no símbolo do Bairro de Regufe nas Rusgas de São Pedro, festas da cidade, assim a população opôs-se a uma intenção superior para o transferir para outro local, por ali já não ser necessário. Já visto como um monumento pela cidade, foi pintado de novo e a luz do farol foi reacendida na noite de 23 de Abril de 2015.